# ベルナティオ
ベルナティオ（正式名称：当間高原リゾート・ベルナティオ）は、新潟県十日町市当間高原地域にあるホテル及びゴルフ場などを含む総合リゾート施設。施設の名称は自然に恵まれた施設周辺をイメージしたイタリア語「Bel Paese Natio＝美しきふるさと」に由来する。

## 概要
新潟県の「マイ・ライフリゾート新潟構想」（総合保養地域整備法に基づく基本構想及び特定地域に該当）に沿って、平成8年10月に開業。開業に至るまでに425億円が投資された。周辺地域の自然保護のためにビオトープを始め、総計460haの敷地を有している。開発・所有は第三セクターで設立された株式会社当間高原リゾート（設立時：新潟県・十日町市・中里村（現　十日町市）の3自治体と、東京電力と鹿島建設を筆頭に民間企業27社(団体)が出資）が行っていた。
当初は保養施設向けに法人会員制リゾートして開設されたが、バブル崩壊などでうまく機能せず、現在では一般客も受け入れるリゾートホテルとして運営されている。ただし、出資企業を中心とした企業会員や一部地方自治体との法人（団体）契約保養施設として当初の目的通りに機能もしている。
施設の特徴としては、当初の法人会員制リゾートとして作られているため、広大な敷地を有効活用した施設配置をしている。また、FIFAワールドカップでは当地でクロアチア代表が合宿を行い、その際に整備したサッカー場「クロアチア・ピッチ」がある。ここではアルビレックス新潟や横浜F・マリノス、日本代表（U-19）が合宿を行っている。その他に温泉施設、自然を生かしたゴルフ場や花畑、自然教育施設（自然学校）などを有している。（スキー場はないが、近隣に上越国際スキー場:当間エリアがある）
利用率や利益率などは高く、2006年に年間9万6千人が宿泊。しかし、第三セクターゆえ、平成17年度からの「固定資産の減損会計に係る会計基準」が導入され、約300億の土地購入・施設設備等の投資のうち、土地等について資産計上時のままとなり、時価と簿価の含み損が拡大。約100億を越す損失処理を行い、財務状態の健全化、収益体制の強化を図る必要に迫られた。そのため2008年（平成20年）4月、「ホテルインターコンチネンタル東京ベイ」を運営する株式会社ホスピタリティ・ネットワークに運営を委託することになった。
ホテル開業14年目の2009年8月26日にホテル宿泊者100万人を達成。2009年利用実績では年間宿泊は 90,200人、ゴルフ場 21,100人、その他来場(宴会等) 118,300人、イベント来場 35,500人の合計 265,100人が来場するリゾート地に発展している。
2011年3月19日より、長野県北部地震、東日本大震災、福島第一原子力発電所事故により避難した被災者への温泉の無料開放、救援物資、ホテルでの宿泊受け入れなどの支援策を実施。
2014年4月1日より運営会社を株式会社ナクアホテル&リゾーツマネジメントに移換。2015年度には宿泊人数が10万人となった。
2016年10月運営委託を終了し直営化する。2016年度には、宿泊人数12万人となった。

### 生物多様性の回復
スキー、ゴルフ、温泉と自然を売り物にするリゾート施設のため、自然環境保全の一環として整備された。計画地の植生は、ブナクラス域に属し、敷地に残された自然林の林床や林縁には、雪国特有のユキツバキ、ヒメアオキ、エゾユズリハ、マンサクなどが季節を彩る。しかし、全体的に見れば開発前の土地利用は、コナラ、ミズナラなどの二次林や植林や、畑や水田などが入り組んだ里山景観を呈していた。当計画も、敷地内の放棄水田と大きな農業用溜池を、水生生物と野鳥の生息拠点として自然の湿原環境に復元するものとなった。
計画の要点として、計画に先だって植物相と哺乳類、鳥類、両生·爬虫類、昆虫類の動物調査を行なった。その結果として人と自然との多彩な関りを持つ植生が入り組むことにより、「多様な生態系」が維持されていることが明らかになった。計画はさらにその内容を豊かにするという基本方針で望んだ。その要点は①浅く変化のないヨシの占する水田地形を、水路や池沼を含む多様な水深を持つ湿地地形とし、抽水植物、浮葉植物、沈水植物が共存できるようにする②上流部に、流水系の生物のための水路をつくる③全体がヨシ原に戻ってしまわないように、刈り取りなどのコントロール管理を行う、の3点で、整備の結果、多くの水生生物の生息が追加確認されるようになっていった。

## 施設概要
- ホテル＆コテージ

客室数：155室 （ホテル 138室、コテージ 12棟、ワンちゃんと泊まれるコテージ 5室）
収容人員：500人
- フォーラムセンター（クアハウス・温水プールなど）
- レストラン(3箇所)
- 温泉施設(2箇所)
- ゴルフコース（18H）…冬はスノーパークとして使用
- パターコース
- 自然体験スポット(ハーブガーデン・散策路・サイクリングロード・天文台など)
- 自然学校 “あてま森と水辺の教室ポポラ”

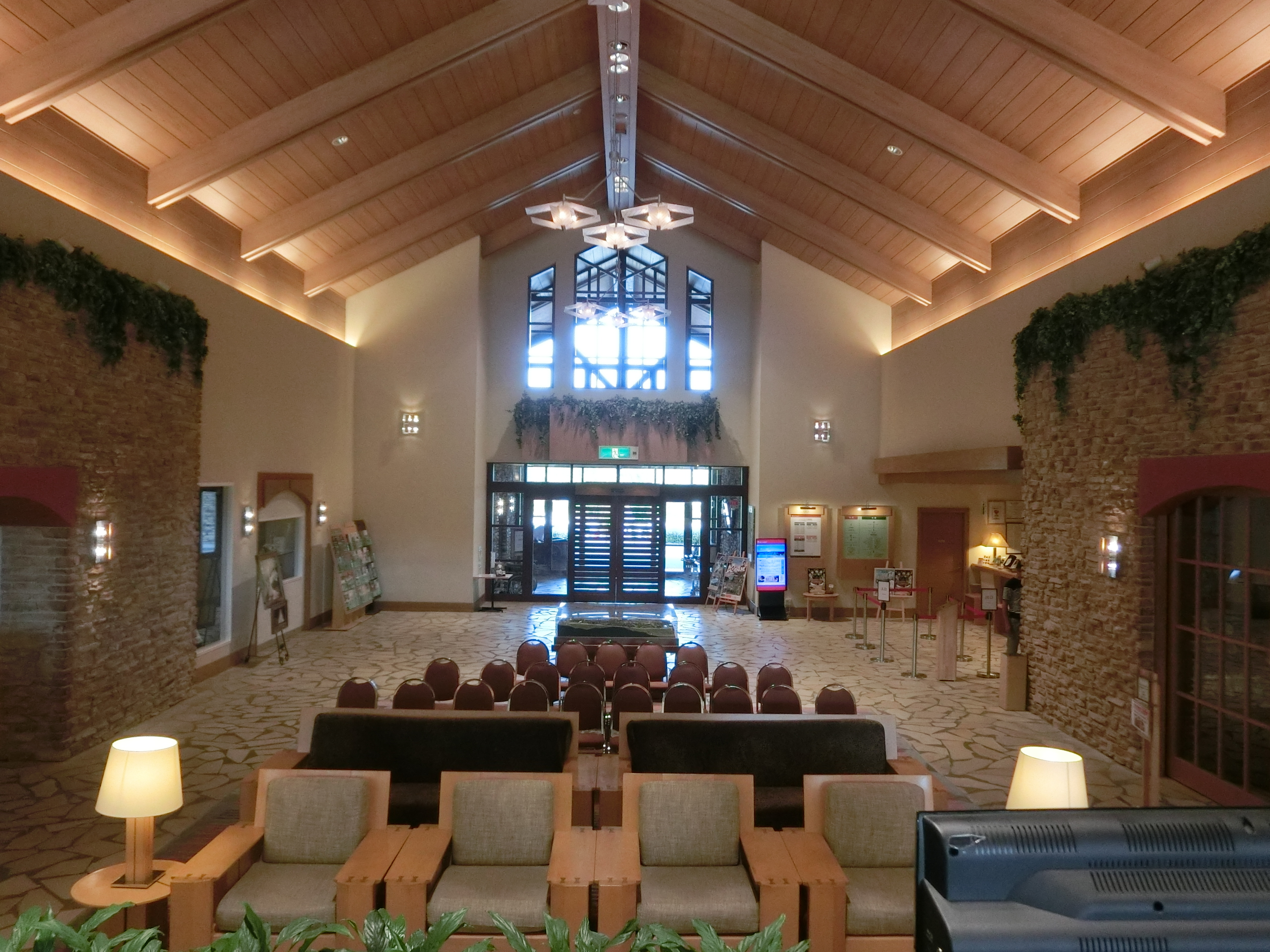
ロビー
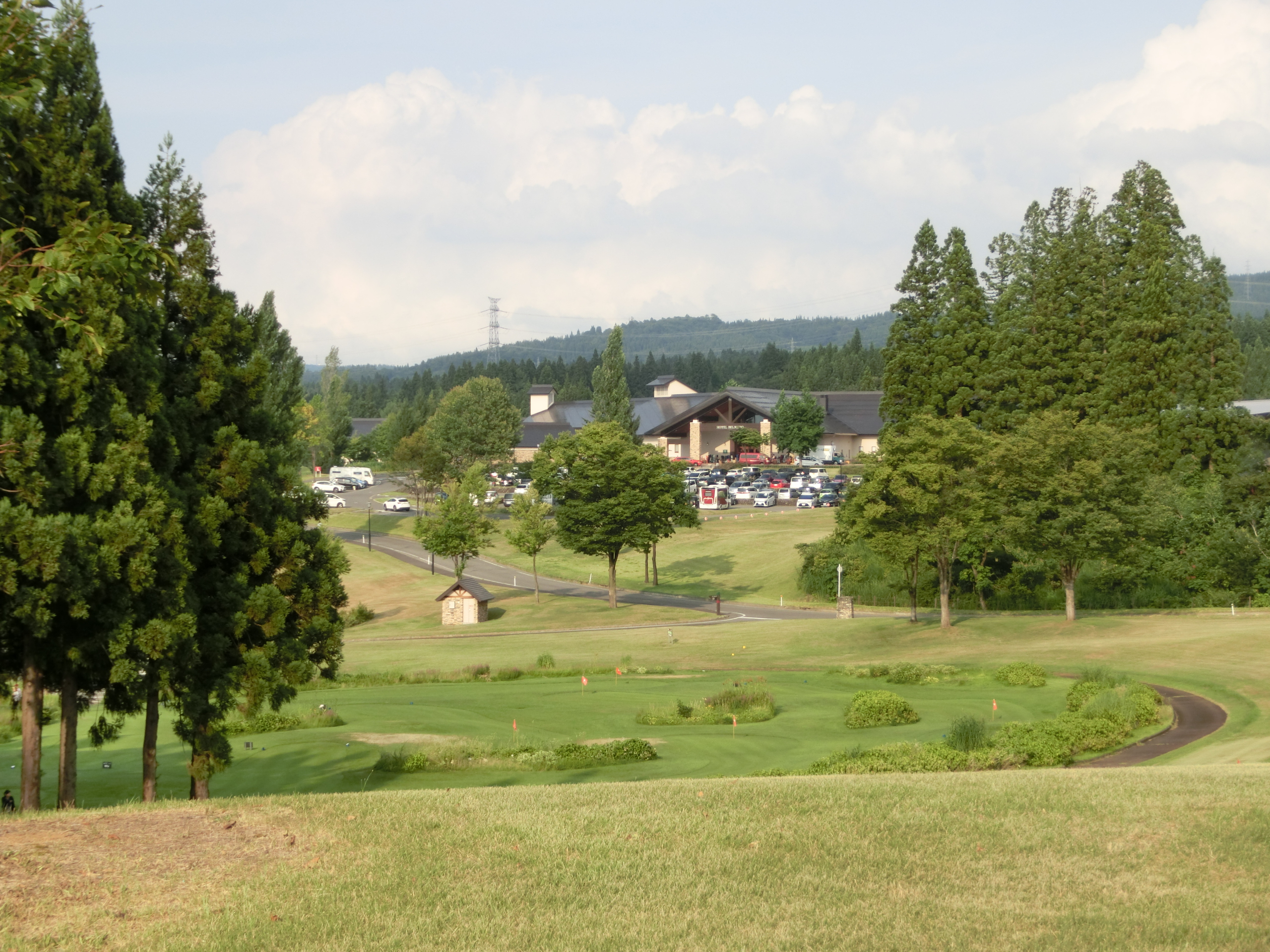
遠景

## 沿革
- 1989年（平成元年）-  2月、株式会社当間高原リゾート設立[2]。
- 1991年（平成3年）- 12月、土地売買契約開始[2]。
- 1993年（平成5年）- 5月、建設工事着工（起工式）[2]。
- 1996年（平成8年）-  10月、ホテルベルナティオ開業（99室）。
- 2000年（平成12年）- 12月、体験交流施設（十日町市施設）4室開業。
- 2002年（平成14年）- 4月、ホテル別館[5]（51室）増築、クロアチアピッチの整備と合宿が行われる。
- 2004年（平成16年）- 「水辺を主体とした環境の創出」を行ったとして、平成15年度土木学会賞環境賞を受賞。
- 2008年（平成20年）- 4月、株式会社ホスピタリティ・ネットワークに運営を委託。
- 2009年（平成21年）- 9月、館内のレストランで黄色ブドウ球菌による食中毒が発生。4日間営業自粛を行う。(うち2日間は営業停止処分)
- 2010年（平成22年）- 6月、「ラ・サーラ」・「フィオリア」ホールをオープン。
  - 9月18日、東京電力自然学校(当時の名称)“あてま森と水辺の教室ポポラ”のビジターセンター「森のホール」・「人と自然の共生」を体験する施設「水辺のホール」をオープン（設計・設計監理：安藤忠雄建築研究所）。
  - 12月7日、la Sala（ラ・サーラ）、FIORIA（フィオリア）が日本建築美術工芸協会（AACA）「第20回 AACA賞」を受賞。
- 2014年（平成26年）- 4月、株式会社ナクア ホテル＆リゾーツ マネジメントに運営を委託。
- 2016年（平成28年）- 10月、運営委託を終了し直営化。
- 2018年（平成30年）- 4月、ワンちゃんと泊まれるコテージ カーネリア プレミアム棟がオープン。（総客室数:155室）

## アクセス
- 自動車：関越自動車道塩沢石打ICより新潟県道76号十日町当間塩沢線で約20分 、六日町ICより、国道253号・国道117号で 約40分。川口ICより、国道117号で約40分。
- 鉄道：上越新幹線越後湯沢駅より無料送迎バスで約30分。十日町駅より約25分。